# Амар, Давид
Дави́д А́мар (ивр. דוד עמר‎) — первый мэр  израильского города Нешер (1989—2013).
Амар занимал должность мэра с 1989, в течение долгого периода являясь единственным городским главой в истории города.
В последний раз подтвердил свою должность на муниципальных выборах (2008), когда одержал убедительную победу, набрав 65 % голосов избирателей.
Перед выборами (2013) потерпел поражение на муниципальных праймериз и потерял право возглавить городской список партии Ликуд. При этом все же выступил на выборах во главе отдельного списка. Потерпел поражение от Авраама Бинамо (40 % против 27 %).